# Trasowanie (telekomunikacja)
Trasowanie (ang. routing, ruting, rutowanie) – wyznaczanie trasy i wysłanie nią pakietu danych w sieci komputerowej. Urządzenie węzłowe, w którym kształtowany jest ruch sieciowy, nazywane jest routerem – jego rolę może pełnić np. komputer stacjonarny czy oddzielne przeznaczone do tego celu urządzenie.
Pakiety przesyłane przez sieć opatrzone są adresem nadawcy i odbiorcy. Zadaniem routerów jako węzłów pośrednich między nadawcą a odbiorcą jest przesłanie pakietów do celu po jak najlepszej ścieżce. Typowy router bierze pod uwagę tylko informacje z nagłówka IP, czyli sprawdza tylko informacje z warstwy sieci (trzeciej) modelu OSI. Obowiązkiem routera IP przy przekazywaniu pakietu dalej do celu jest obniżenie o jeden wartości TTL (ang. Time To Live, czas życia). Datagram IP, który trafia do routera z wartością 1 (a zostanie ona zmniejszona na tym routerze do 0) w polu TTL zostanie utracony, a do źródła router odsyła datagram ICMP z kodem TTL Exceeded.
Routery utrzymują tablice trasowania, na podstawie których kierują pakiety od określonych nadawców do odbiorców, bądź kolejnych routerów. Tablica może być budowana statycznie (trasowanie statyczne) lub dynamicznie (protokoły trasowania dynamicznego, takie jak RIP, IGRP, EIGRP, OSPF, BGP, IS-IS).
Trasowanie ma na celu możliwie najlepiej (optymalnie) dostarczyć pakiet do celu. Pierwotnie jedynym kryterium wyboru było posiadanie jak najdokładniejszej trasy do celu, ale obecnie protokoły trasowania mogą uwzględniać podczas wyboru trasy również takie parametry jak priorytet pakietu (standardy ToS/DSCP), natężenie ruchu w poszczególnych segmentach sieci itp.
W przypadku trasowania brzegowego (wykorzystującego BGP) w Internecie wybór trasy jest silnie związany z polityką poszczególnych dostawców (i zawartymi między nimi umowami o wymianie ruchu) i bywa daleki od optymalnego.
Popularnym algorytmem służącym do wyznaczania tras w sieciach wewnętrznych jest algorytm Dijkstry wyznaczania najkrótszej ścieżki w grafie (np. OSPF).